# Dihydrogenfosforečnan vápenatý
Dihydrogenfosforečnan vápenatý, zřídka též uváděno jako fosforečnan monovápenatý, nebo monocalcium-fosfát je anorganická sloučenina rozpustná ve vodě. Krystalizuje z vodných roztoků jako monohydrát. Tato látka se používá jako hnojivo a jako přísada krmních směsí pro hospodářská zvířata.

## Výroba
Dihydrogenfosforečnan vápenatý vzniká při reakci fosforečnanu vápenatého s kyselinou sírovou nebo kyselinou fosforečnou, dle rovnice:

Ca3(PO4)2 + 2H2SO4 → 2CaSO4 + Ca(H2PO4)2

Ca3(PO4)2 + 4H3PO4 → 3Ca(H2PO4)2

Někdy se tato látka vyrábí z uhličitanu vápenatého rozpouštěním v kyselině fosforečné.

### Průmyslová výroba
Významný zdroj pro výrobu této látky představuje minerál apatit, chemicky jde o fosforečnan vápenatý (který se rozpouští v kyselině sírové) viz výroba. Tuto metodu objevil sir John Bennett Lawes v padesátých letech 19. století, a roku 1842 vytvořil v Deptfordu první továrnu na jeho výrobu.

## Použití
Tato látka se používá jako významné hnojivo, protože je na rozdíl od fosforečnanu vápenatého rozpustný ve vodě, a proto je prospěšnější pro rostliny. Toto hnojivo se nazývá superfosfát. Rozdělují se různé typy superfosfátů, podle obsahu fosforu ve sloučeninách (jednoduchý superfosfát má obsah fosforu mezi 7,5-8,5 %); dvojitý superfosfát (12-15 %); a trojitý superfosfát s obsahem asi 21 %). Často bývá nahrazován fosforečnanem amonným. Od 70. let se už běžně nepoužívá "čistý" difosforečnan vápenatý, ale používají se směsi hnojiv bohaté například na dusičnany.
Monokalciumfosfát Ca(H2PO4)2  - odfluorovaný krmný fosfát, využívaný na přikrmování hospodářských zvířat a domácí drůbeže k prevenci chorob, vyvolaných nedostatkem minerálních látek (fosforu a vápníku) ve velikosti denní dávky. Zajišťuje potřebnou výměnu látek v organismu a následně dostatečně odolný imunitní a reprodukční systém. Předepisuje se především býložravým zvířatům.  